# Жорж Дандло
Жорж Едуар Дандло (фр. Georges Édouard Dandelot) (2 грудня 1895, Париж — 17 серпня 1975, Сен-Жорж-де-Дідонн) — французький  музикант, композитор і музичний педагог, творець одного з найважливіших методів читання в різних музичні ключах.

## Біографія
Будучи сином Артюра Дандло та Мадлен Манжо, він отримав початкову музичну освіту від своїх батьків, у віці десяти років ходив до Паризької консерваторії, студентом якої пізніше став. Протягом навчання відвідував заняття Еміля Шварца, Луї Д'ємера, Ксав'єра Леру, Жан Галлон, Жоржа Кессад, Чарльза-Марі Вейдора, Вінсента Д'Інди, Моріса Еммануїла, Поля Дюка та Альбера Русселя.
У 1919 році його призначено професором гармонії у провідній приватній консерваторії Парижу «Нормальна школа музики» (École Normale de Musique de Paris). Під його керівництвом були вчилися Пауль Мефано, Андре Касанова і Андре́ Букурешлєв.
Вартує згадки те, що він є автором багатьох навчально-педагогічних праць по сольфеджіо та гармонії , які й наразі широко використовуються у навчанні в музичних школах та консерваторіях.
Його метод швидкого читання в ключах соль (скрипковому) та фа (басовому) дозволяє знайти та вивчити назви всіх музичних нот, знаючи лише деякі з них. Даний метод є вагомим вкладом, який полегшує навчання музикантів. Як композитор він створив багато оркестрових та камерних творів, 4 балети, 4 опери, твори для акустичної гітари і п'єси для двох фортепіано, органу.
Дідом Жоржа Дандло був французький конструктор музичних інструментів, фабрикант, видавець та винахідник — Едуар Манжо.

## Художній доробок
- Твори для оркестру :
  - Ораторія Пакс для голосу солістів, хорів та оркестру (1937),
  - Симфонія ре мінор (1941),
  - Концерт для фортепіано та оркестру (1934),
  - Концерт романтичний для скрипки та оркестру (1944),
  - 2 вальси : I Романтичний Вальс, II. Вальс Примхливий (1931)
  - Музику для супроводу презентації Пієта Авіньйон (1957)
- Камерна музика :
  - Чотири Квартети для струнних (1933, 1954, 1956 і 1957),
  - Три вальси для двох фортепіано,
  - Сонатина для флейти та фортепіано (1938),
  - Сонатина для скрипки і фортепіано (1946),
  - Сонатина для труби (1961)
- Балети :
  - Вечеря голоду (1943),
  - Чудовий Сад (Балет в одному акті, 1950),
  - Створення (Сім танців на вірші Дю Бартаса, 1948),
  - П'єро і троянди (Балет на 5 епізодів, 1948)
- Опери :
  - Ворог (опера в 3 актах),
  - Мідас (опера-комік буф в 3 діях, 1948),
  - Аполлонія (оперета в 3 актах),
  - Плач Пранзіні, або Тереза з Лізьє (сценарій постановка Анрі Геон — 1935)
- Хорова музика :
  - Сонет про красу (для мішаного хору у 4 голоси без супроводу, Поема I. Бенсераде, 1947)
  - Ніч ночей (Мішаний хор на 4 голоси без супроводу, Поема Du Bois-Hus, 1948)
  - Пугачі, коні у чвирю, поганий учень, вершина, маненький сірий віслючок (жіночий хор у 3 голоси, 1962)
  - Шість Хорів (3 голоси жінок або дітей cappella на вірші Ліліан Жозен, 1962)
- Пісні і покладені на музику вірші :
  - Шість пісень Білітіс (на прозу П'єра Луї, 1924)
  - Вокальні мелодії у супроводі фортепіано на вірші Шарля Бодлера, Йоланде Буйссона, Гійом Аполлінера, Трістан Лерміта, Філіпа Депорта, Ісаака де Бенсера́де, графині Анни де Ноай, Чарльза Улмонт, Ґабі Вінанта, Хосе Бруйра, Джинет Бонвалет, Ольги Буйссон, Гуґете Чарльза та Лулу Руданеза.
- Орган :
  - Фантазія і фуга (1974)